# Northwick Park (London Underground)

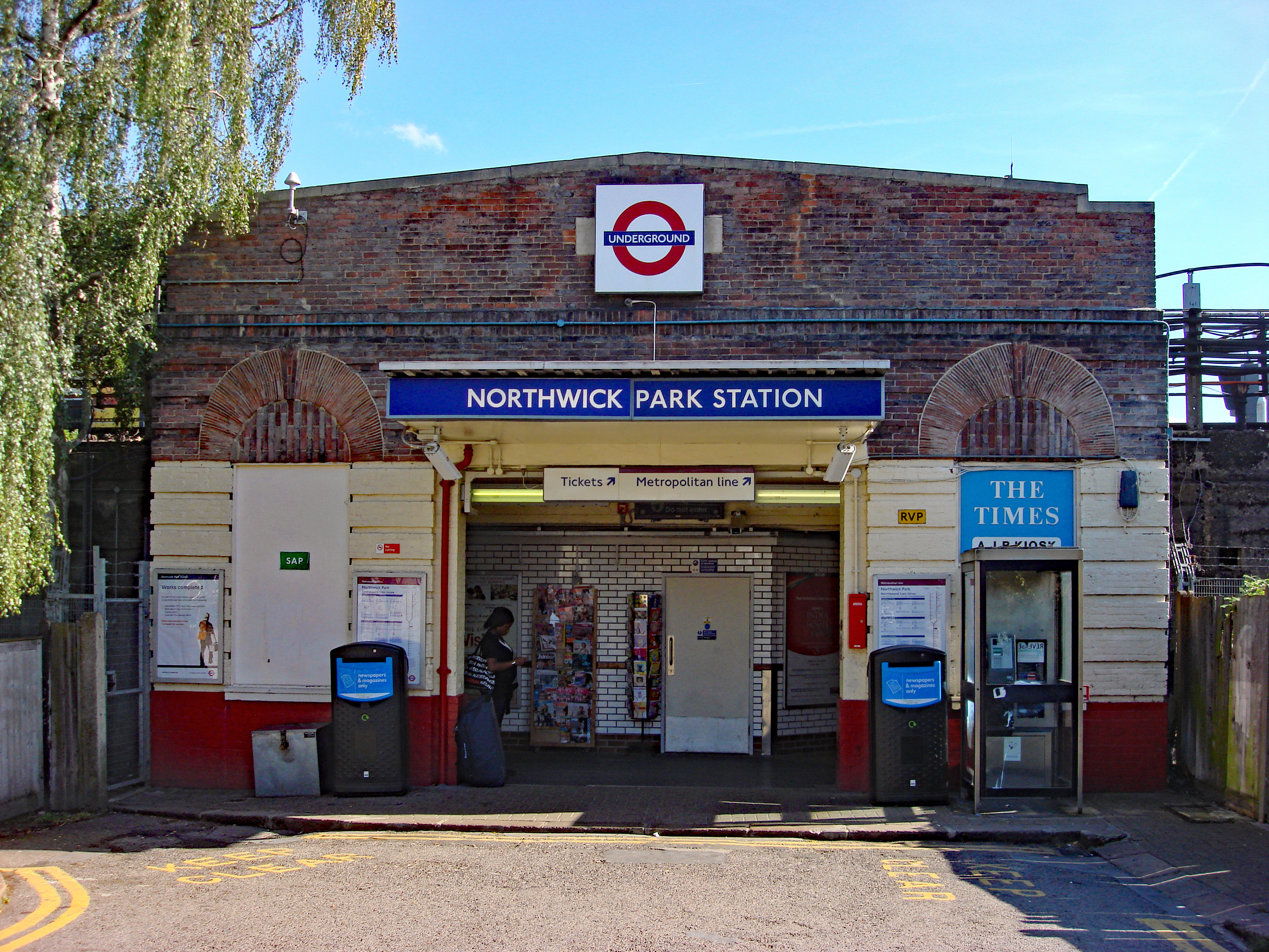
Eingang zur Station

Northwick Park ist eine oberirdische Station der London Underground im Stadtbezirk Brent. Sie liegt in der Travel Zone 4 zwischen der Northwick Avenue und der Chiltern Main Line. Die von der Metropolitan Line bediente Station wurde im Jahr 2013 von 3,95 Millionen Fahrgästen genutzt. Sie befindet sich unmittelbar beim Harrow Campus der University of Westminster. Rund dreihundert Meter nördlich liegt die Station Kenton der Bakerloo Line.
Die Strecke der Metropolitan Railway (Vorgängergesellschaft der Metropolitan Line) bestand zwar bereits seit 1880, die Station wurde aber erst nachträglich gebaut, weil die Dichte der Bebauung bis zu Beginn der 1920er Jahre noch sehr gering war. Die Eröffnung erfolgte am 28. Juni 1923. Zu Beginn hieß die Station Northwick Park and Kenton, am 15. März 1937 erhielt sie ihren heutigen Namen.